# Jingtai
Jingtai (ur. 21 września 1428, zm. 14 marca 1457) – siódmy cesarz Chin z dynastii Ming, panujący w latach 1449–1457.
Był drugim synem cesarza Xuande, objął tron po swoim starszym bracie Zhu Qizhen, gdy ten dostał się do niewoli mongolskiej. Został obalony i prawdopodobnie otruty po uwolnieniu brata w wyniku zamachu stanu.